# 罗成 (虚构人物)

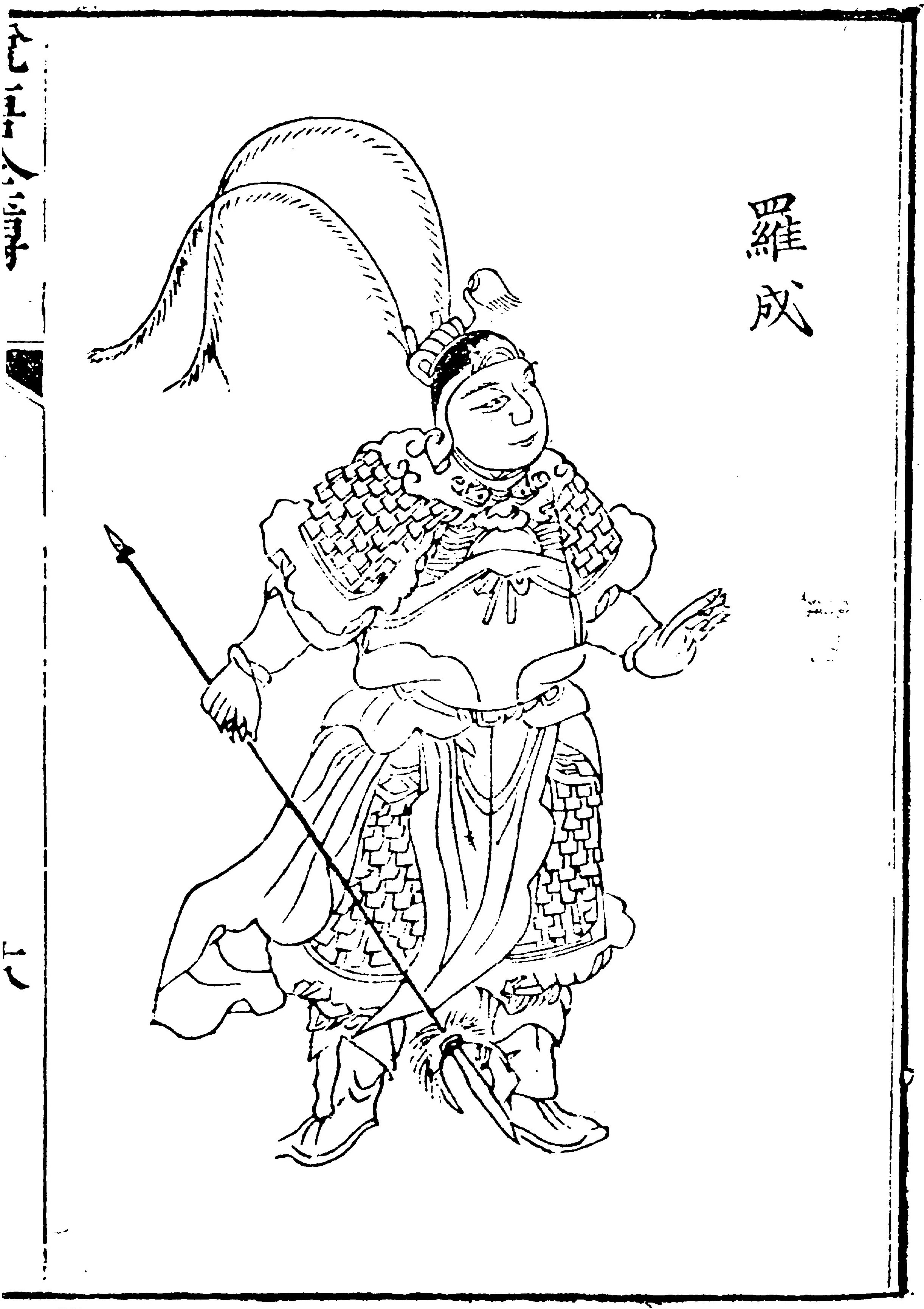
《說唐演義全傳》，羅成

罗成是历史小说《隋唐演义》中人物，是隋燕王罗艺之子，秦琼的表弟。

## 历史原型

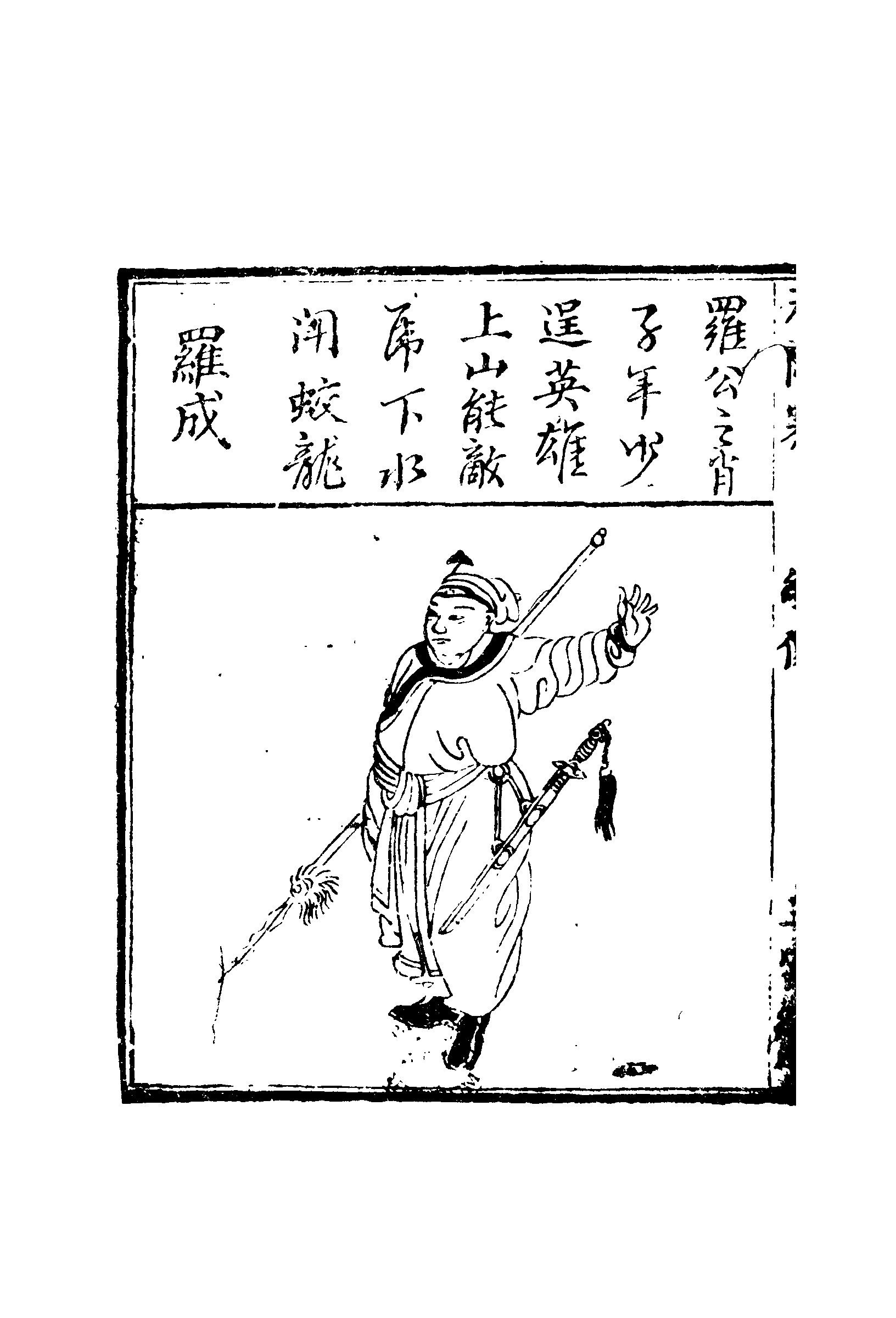
《繡像瓦崗寨演義傳》，羅成

历史上，罗艺有子，但史书并未有记载其事迹。罗艺发迹是在隋朝末年，他和秦叔宝也没有亲戚关系，小说中除了罗艺的根据地是幽州外，全是作者虚构。罗成的大部分故事来源的历史原型就是罗士信，而罗士信和罗艺也没有关系。
明代小说《大唐秦王词话》中的罗成，字士信（即罗士信），在征刘黑闼时阵亡，没有说他是罗艺的儿子。明代袁于令小说《隋史遗文》、清初褚人获的小说《隋唐演义》还有现代评书《兴唐传》中既有罗成（罗艺的儿子）又有罗士信，但是《隋史遗文》、《隋唐演义》罗成没有死，罗士信在征刘黑闼时被俘杀（这和真实历史相近）；清代小说《说唐》没有罗士信这个人物，而有罗成，《说唐》将这两个罗姓人物的故事合并，罗成为罗艺之子、字士信，在征刘黑闼时阵亡。《兴唐传》罗成的经历和《说唐》相近，罗士信则是在攻扬州时中乱箭身亡。

## 戏曲剧目
与罗成有关的传统剧目：《对花枪》最早出自《兴唐传》，讲述罗成与同父异母的兄弟比武对阵。
另外还有山东民间曲目《水淹罗成》，剧情诙谐幽默，具有传统教育价值。

## 影视形象
- 俏罗成 (电影)（1992）孙晨曦 饰
- 隋唐演义 (电视剧)（1996）黄海冰 饰
- 隋唐英雄传 (电视剧)（2003）聂远 饰
- 隋唐英雄 (电视剧) （2012）张睿 饰
- 隋唐演义 (电视剧) （2013） 张翰 饰